# Granja Agrícola Provincial (Lleida)
Granja Agrícola Provincial és un edifici de Lleida protegit com a bé cultural d'interès local.

## Descripció
Edifici aïllat a l'horta de la terrassa mitjana del Segre, de planta baixa i pis. Teulada de dos vessants. Al darrere hi ha altres edificis organitzats entorn d'un pati. Frontons a les portes d'entrada i als llindars de les finestres balconades. Construït en parets de càrrega i forjats isostàtics.

## Història
Avui és granja d'experimentació agrícola i seu de l'Escola d'Enginyers Agrícoles.